# Liste der Kulturdenkmäler in Weidingen
In der Liste der Kulturdenkmäler in Weidingen sind alle Kulturdenkmäler der rheinland-pfälzischen Ortsgemeinde Weidingen einschließlich des Ortsteils Niederweidingen aufgeführt. Grundlage ist die Denkmalliste des Landes Rheinland-Pfalz (Stand: 27. Juni 2022).

## Einzeldenkmäler
| Bezeichnung                              | Lage                                                    | Baujahr                                   | Beschreibung | Bild                           |
| ---------------------------------------- | ------------------------------------------------------- | ----------------------------------------- | --- | ------------------------------ |
| Hofanlage                                | Niederweidingen, Michelbachstraße 4 Lage                | 1828                                      | gutshofartiger Dreiseithof; siebenachsiges dreigeschossiges Wohnhaus, bezeichnet 1828; Gesamtanlage mit Stallscheunen und Verbindungsbauten | Fotos hochladen                |
| Bildstock                                | Niederweidingen, Michelbachstraße, gegenüber Nr. 9 Lage | 1836                                      | Kreuzigungsbildstock, bezeichnet 1836 | Fotos hochladen                |
| Wegekapelle                              | Weidingen, Gartenstraße, gegenüber Nr. 3 Lage           | 1900                                      | Wegekapelle; aufwändiger Putzbau, bezeichnet 1900, mit bauzeitlicher Ausstattung | weitere Bilder Fotos hochladen |
| Wegekreuz                                | Weidingen, Gartenstraße, bei Nr. 22 Lage                | 1636                                      | Nischenkreuz, bezeichnet 1636 | Fotos hochladen                |
| Wohnhaus                                 | Weidingen, Gartenstraße 30 Lage                         | Mitte des 18. Jahrhunderts                | Wohnhaus, wohl um die Mitte des 18. Jahrhunderts | BW                             |
| Wohnhaus                                 | Weidingen, Gartenstraße 32 Lage                         | zweite Hälfte des 18. Jahrhunderts        | stattliches Wohnhaus, im Kern aus der zweiten Hälfte des 18. Jahrhunderts, mit älteren Resten (Spolien?), 16. Jahrhundert, klassizistische Fassade, bezeichnet 1845, Stallgebäude | BW                             |
| Katholische Pfarrkirche Mariä Empfängnis | Weidingen, Hauptstraße 9 Lage                           | ab der ersten Hälfte des 13. Jahrhunderts | unsymmetrisch zweischiffige Stufenhalle; Untergeschosse des Turms wohl aus der ersten Hälfte des 13. Jahrhunderts, Langhaus zeitgleich, eventuell wenig älter, 1783 eingreifender Umbau, Turmoberbau bezeichnet 1783; mit Ausstattung; in der Kirchhofsmauer zwei Grabkreuze, 18. Jahrhundert, zwei Pfarrergrabsteine, Mitte oder fortgeschrittenes 19. Jahrhundert; in kleiner Kapelle Pfarrergrabmal, um 1878; in der Aufbahrungshalle Altarretabel, wohl aus dem 15. Jahrhundert; an der Kirchhofsmauer spätbarockes Schaftkreuz, bezeichnet 1777 | weitere Bilder Fotos hochladen |
| Portal                                   | Weidingen, Im Neuengarten, an Nr. 3 Lage                | 1790                                      | Oberlichtportal, bezeichnet 1790 | BW                             |
| Wegekreuz                                | Weidingen, Königsbergstraße, gegenüber Nr. 14 Lage      | spätes 17. oder frühes 18. Jahrhundert    | reich reliefiertes Schaftkreuz, wohl aus dem späten 17. oder frühen 18. Jahrhundert | Fotos hochladen                |
| Katholisches Pfarrhaus                   | Weidingen, Königsbergstraße 26 Lage                     | 1835                                      | Katholisches Pfarrhaus mit Backofenanbau; angeblich von 1835, im Kern eventuell älter, Stallscheune bezeichnet 1837; Gesamtanlage mit Garten, Einfriedung und Gartenhäuschen, um 1910/20; aufwändiges Kruzifix, Gusseisen, wohl um 1900 | BW                             |
| Wegekreuz                                | Weidingen, nordwestlich des Ortes an der L 8 Lage       | 1710                                      | zum Bildstock verändertes Schaftkreuz, bezeichnet 1710 und 1930 (Erneuerung) | weitere Bilder Fotos hochladen |
| Wegekreuz                                | Weidingen, nordwestlich des Ortes an der L 8 Lage       | 1639                                      | Nischenkreuz, bezeichnet 1639 | weitere Bilder Fotos hochladen |
| Wegekreuz                                | Weidingen, östlich des Ortes Lage                       | erste Hälfte des 18. Jahrhunderts         | zum Bildstock verändertes Schaftkreuz, Schaft wohl aus der ersten Hälfte des 18. Jahrhunderts, Nischengehäuse um 1920/30 | BW                             |